# 溝辺町麓
溝辺町麓（みぞべちょうふもと）は、鹿児島県霧島市の大字。旧大隅国始羅郡溝辺郷麓村、鹿児島県姶良郡溝辺村大字麓、姶良郡溝辺町麓。大字である溝辺町麓及び溝辺町麓一丁目から溝辺町麓六丁目までがある。郵便番号は899-6404。人口は3,632人、世帯数は1,582世帯（2011年5月1日現在）。面積は15.29平方キロメートル。
鹿児島県本土唯一の民間空港である鹿児島空港の所在地であり、空港の直近には九州自動車道の溝辺鹿児島空港インターチェンジや国道504号が接続するなど、鹿児島県の交通の要衝となっている。鹿児島空港の年間利用者数は、九州内では福岡空港に次いで第2位、日本国内では中部国際空港（セントレア）に次いで第9位と国内有数の規模を擁する。

## 地理
霧島市の西部、十三塚原と呼ばれる台地上に位置している。字域の北方には溝辺町三縄、南方には隼人町西光寺、南方から西方にかけては溝辺町崎森、西方には溝辺町有川、姶良市加治木町小山田、東方には隼人町嘉例川にそれぞれ接しており、鹿児島空港の滑走路内に隼人町嘉例川及び隼人町西光寺との境界線があるが、ターミナルビルは溝辺町麓に所在している。鹿児島空港の年間利用客数は、国内5,041,011人、国際130,665人であり、計5,171,676人（2014年度）となっている
麓の集落の大半は西部に点在しており東部には鹿児島空港が所在している。また、付近には九州自動車道が通っており、インターチェンジは溝辺鹿児島空港インターチェンジ、バスストップとして鹿児島空港南バスストップが設置されており、字域の西部を国道504号が南北に通っている。
麓は18世紀以前は溝辺郷の中心地であり溝辺城や地頭仮屋などもあったが、18世紀頃に地頭仮屋が有川の地に移った後は溝辺の中心は有川となり、現在も霧島市役所溝辺支所（旧溝辺町役場）は有川に所在している。

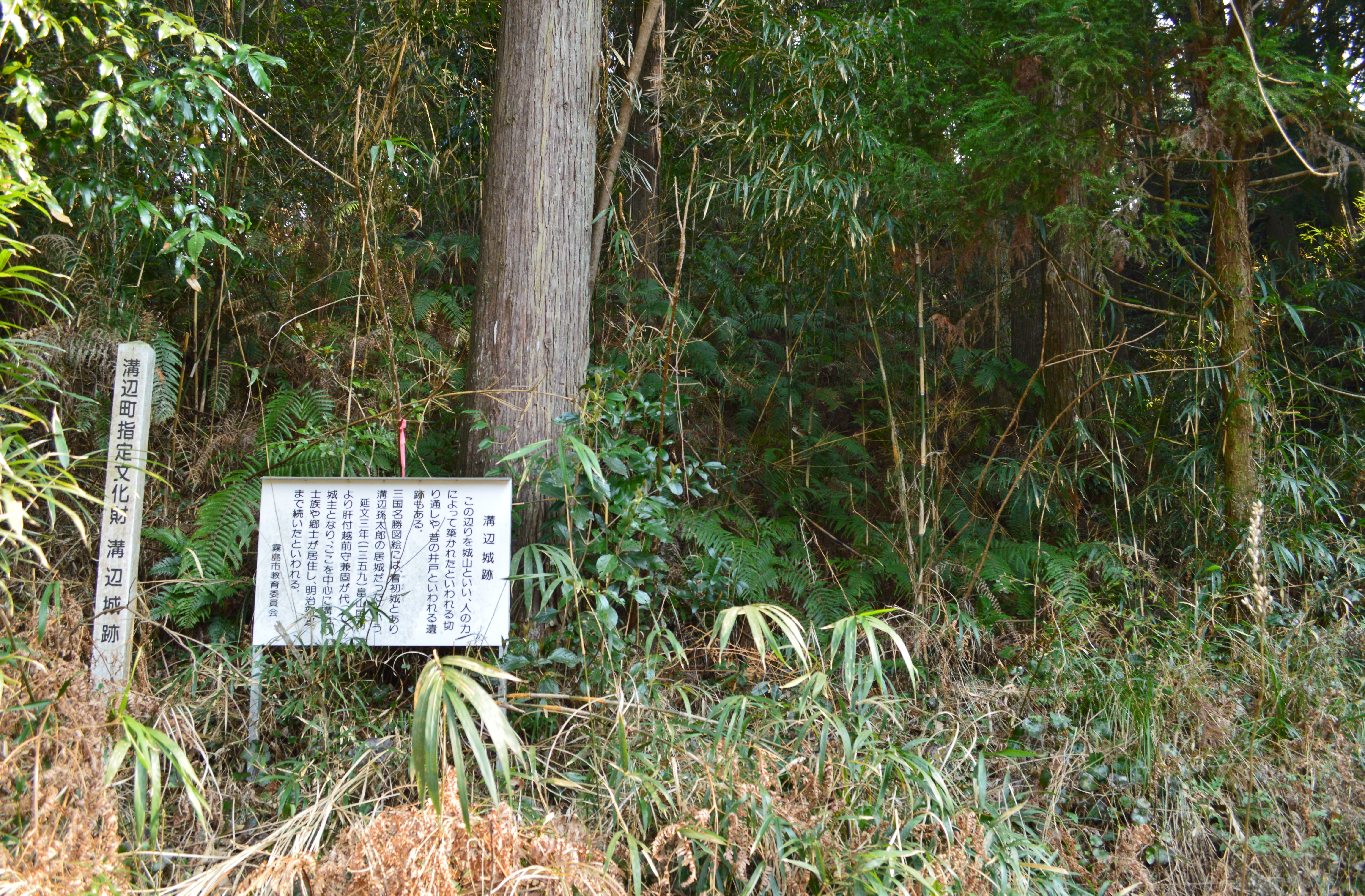
溝辺城跡

### 河川
- 網掛川

## 歴史

### 成立から町村制施行まで
麓という地名は江戸期より見え、大隅国始羅郡溝辺郷（外城）のうちであった。村高は「天保郷帳」には1,315石余、「旧高旧領」には1,044石余と記されている。
麓は溝辺の中心地であったため、一部の資料では溝辺村とも表記されている。地頭仮屋が宝暦3年に有川に移るまでは地頭仮屋が置かれていた玉利集落を中心として郷士の居住地が形成されていた。

### 町村制施行以後
1889年（明治22年）には町村制が施行されたのに伴い、江戸期の溝辺郷の区域より溝辺村が成立し、麓村の区域は溝辺村の大字「麓」となった（1959年（昭和34年）の町制施行の際も同様）。
1972年（昭和47年）に鹿児島空港が鹿児島市鴨池新町から移転し、開港する。滑走路は、2500m x 45m。エプロン13バース（エアバス級用 4 バース、B-727級用 9 バース）、平行誘導路、ILSやVOR/DME、航空照明施設など、当時の東京、大阪両国際空港と同等の設備を備える。当初より国内線とは別に国際線専用ターミナルを擁するなど、ローカル空港としては先駆的であった。鹿児島空港の開港から4年後の1976年（昭和51年）には九州自動車道の溝辺鹿児島空港インターチェンジの供用が開始され、鹿児島県の交通の要衝となった。
2005年（平成17年）に溝辺町が国分市、隼人町、福山町、霧島町、牧園町、横川町と新設合併し、霧島市となり、合併の際に大字名は従来の大字名に自治体名を冠称することとなり、霧島市の大字「溝辺町麓」に改称された。
2022年（令和4年）2月18日に「麓第一土地区画整理事業」の換地処分が行われ、それに伴い翌日の2月19日に溝辺町麓の一部より溝辺町麓一丁目から溝辺町麓六丁目までが設置された。

### 字域の変遷
| 変更後                 | 変更年            | 変更前           |
| ---------------------- | ----------------- | ---------------- |
| 溝辺町麓一丁目（新設） | 2022年（令和4年） | 溝辺町麓（一部） |
| 溝辺町麓二丁目（新設） | 2022年（令和4年） | 溝辺町麓（一部） |
| 溝辺町麓三丁目（新設） | 2022年（令和4年） | 溝辺町麓（一部） |
| 溝辺町麓四丁目（新設） | 2022年（令和4年） | 溝辺町麓（一部） |
| 溝辺町麓五丁目（新設） | 2022年（令和4年） | 溝辺町麓（一部） |
| 溝辺町麓六丁目（新設） | 2022年（令和4年） | 溝辺町麓（一部） |

## 施設

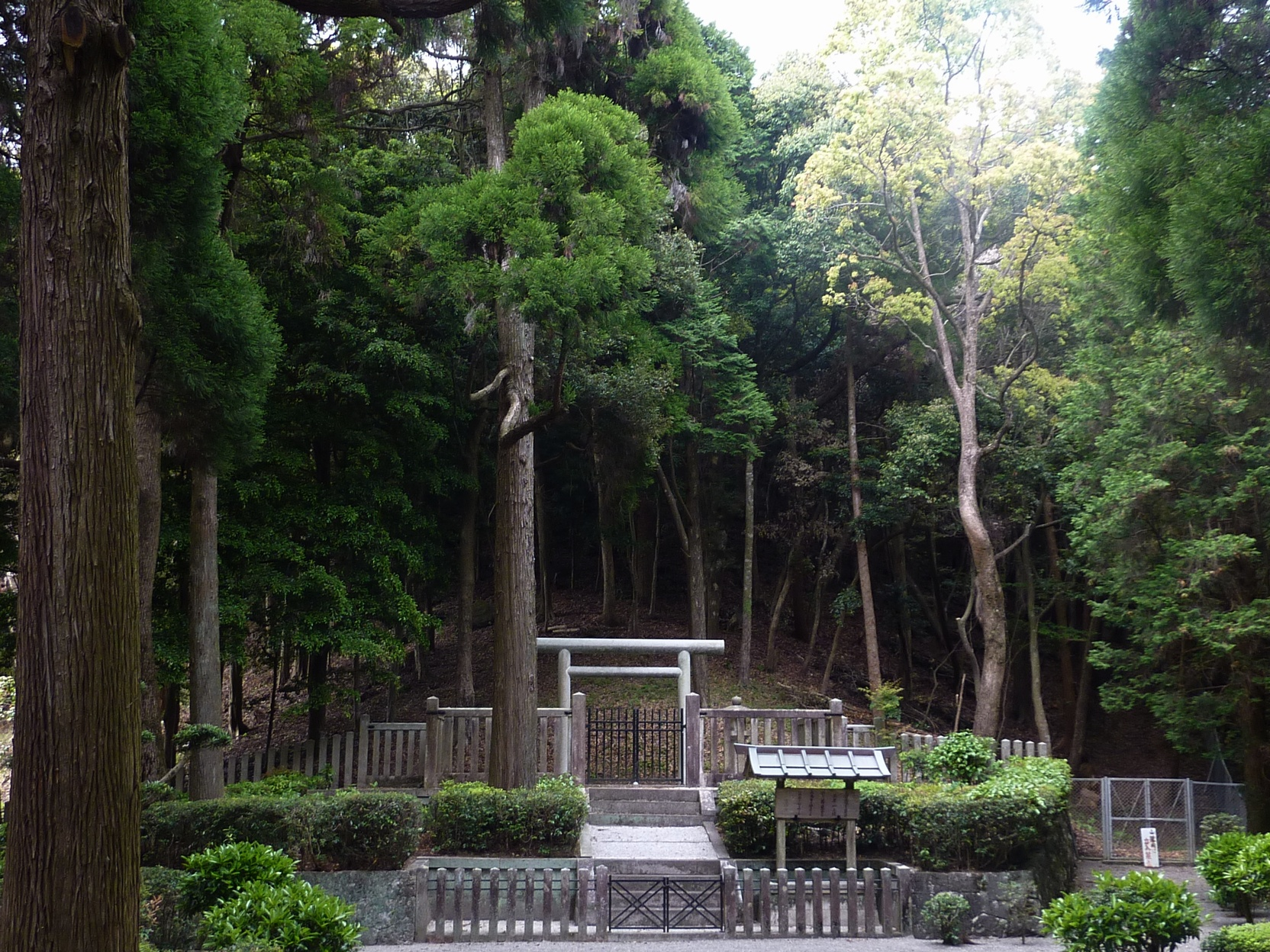
高屋山上陵（神武天皇の祖父ホオリの御陵）

西郷公園内の西郷隆盛像

### 外交
- 在霧島スロバキア共和国名誉領事館
- チェコ政府観光局日本代表部
両施設ともにバレルバレープラハ&ゲン（チェコ村、霧島高原ビールの関連会社）内に所在する。

### 公共
- 西郷公園
- 高屋山上陵
  - 宮内庁書陵部桃山監区高屋部事務所
- 海上保安庁第十管区海上保安本部鹿児島航空基地
- 鹿児島県警察霧島警察署陵南駐在所[8]
- 鹿児島県警察霧島警察署鹿児島空港警備派出所[8]

### 航空
- 鹿児島県警察航空隊
- 鹿児島空港旅客ターミナル（国内・国際）
- 日本エアコミューター本社

### 教育
- 霧島市立陵南中学校
- 霧島市立陵南小学校
- 霧島市立陵南幼稚園
- 照明保育園
- たんぽぽ保育所

### 郵便局
- 鹿児島空港内簡易郵便局
- 論地簡易郵便局
- 石峯簡易郵便局

### その他
- 南国交通空港自動車営業所

## 小・中学校の学区
市立小・中学校に通う場合、学区（校区）は以下の通りとなる。
| 大字     | 番地 | 小学校             | 中学校             |
| -------- | ---- | ------------------ | ------------------ |
| 溝辺町麓 | 一部 | 霧島市立陵南小学校 | 霧島市立陵南中学校 |
| 溝辺町麓 | 一部 | 霧島市立溝辺小学校 | 霧島市立溝辺中学校 |

## 交通

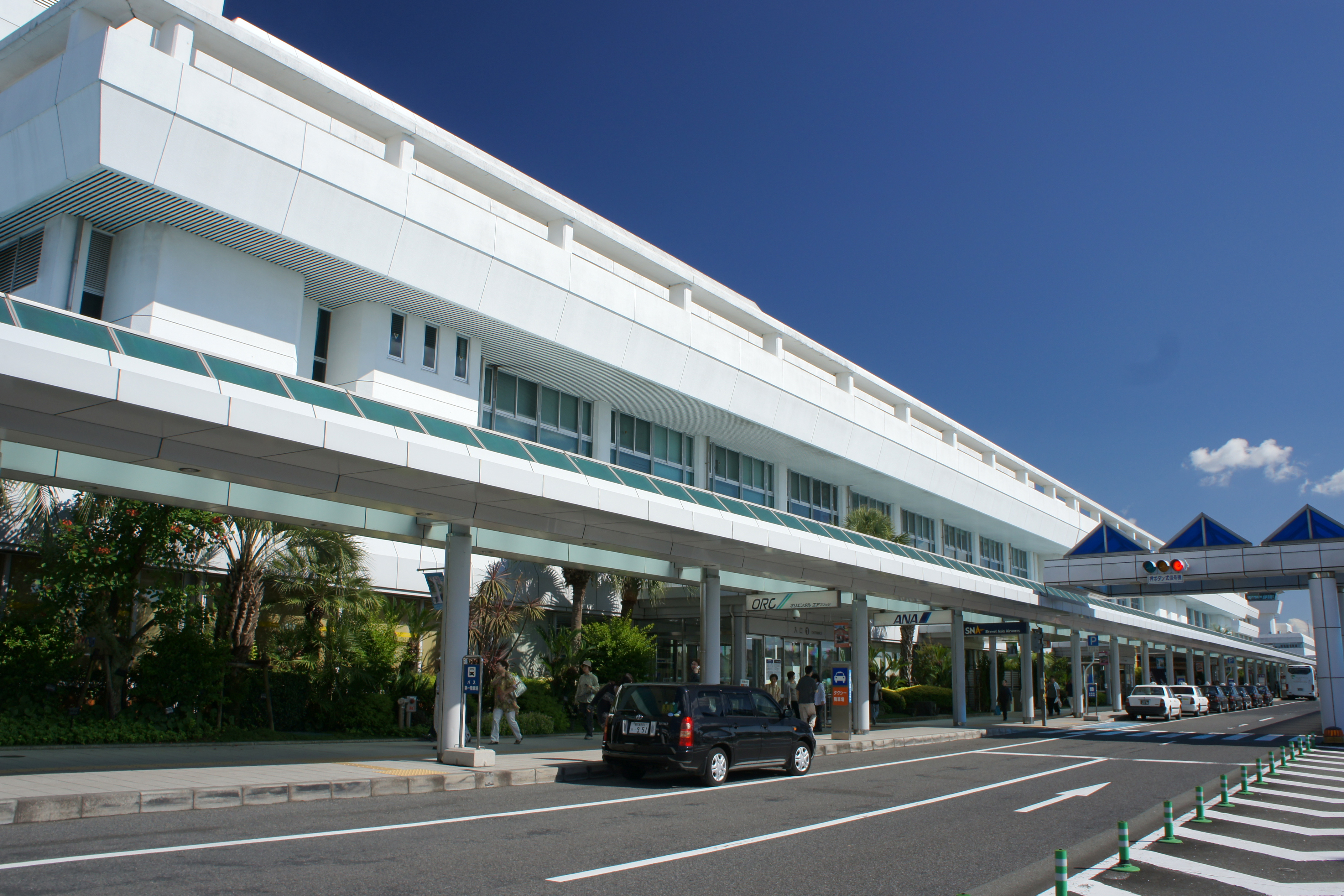
鹿児島空港国内線ターミナル

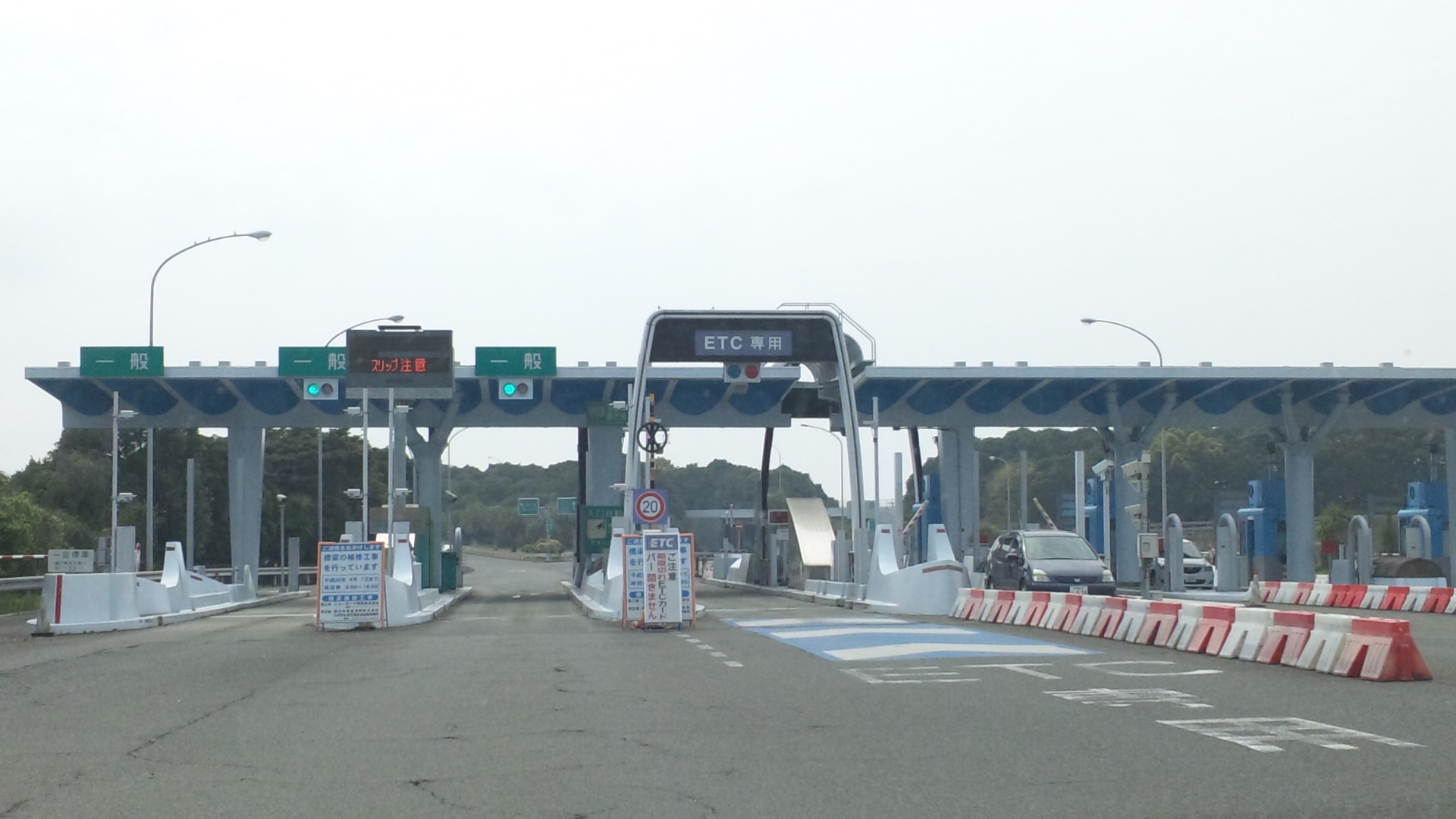
溝辺鹿児島空港インターチェンジ

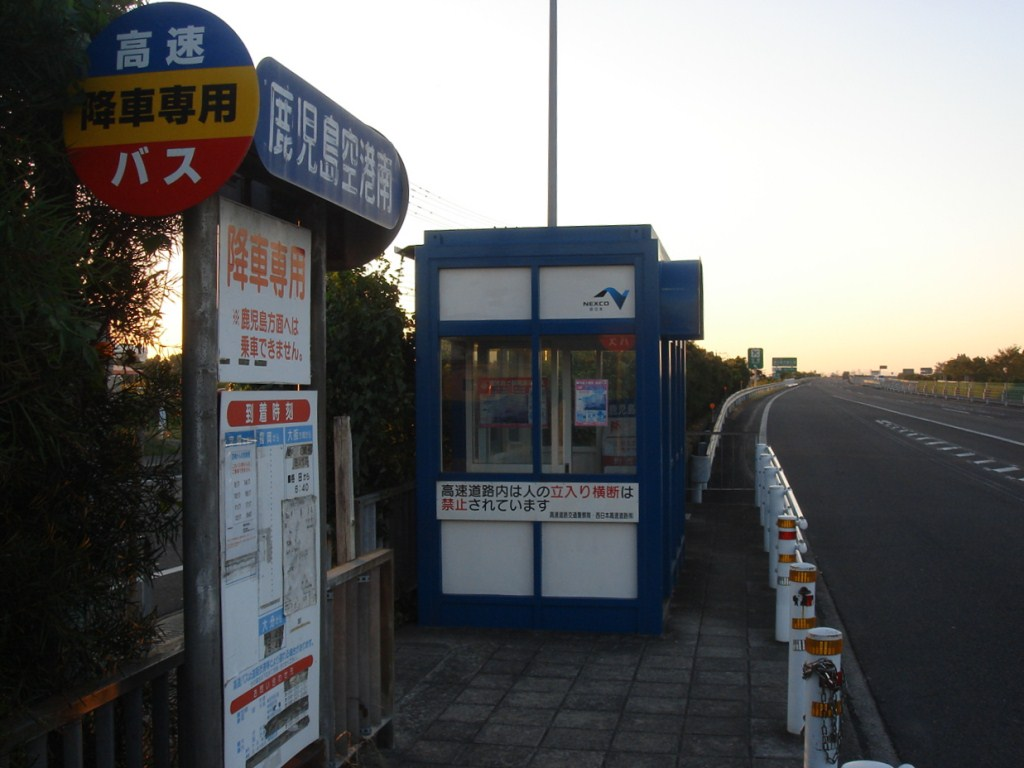
鹿児島空港南バスストップ

### 航空
- 鹿児島空港

### 道路
高速自動車国道
- 九州自動車道（九州縦貫自動車道鹿児島線）
  - 溝辺鹿児島空港インターチェンジ - 鹿児島空港南バスストップ

※北薩横断道路が溝辺鹿児島空港ICへ接続する予定であるが、野坂IC - 溝辺鹿児島空港IC間は2020年に事業化されるまで計画路線となっていた。
国道
- 国道504号

主要地方道
- 鹿児島県道56号隼人加治木線

### 鉄道
- 字域内には鉄道は通っていない。最寄りの駅は肥薩線の中福良駅又は嘉例川駅である。

### バス
- 鹿児島空港ターミナルより鹿児島市内方面、鹿児島県内及び鹿児島県外の各都市を結ぶ直通バスが運転されている。また、その他鹿児島-熊本間を結ぶ「きりしま号」、鹿児島-宮崎間を結ぶ「はまゆう号」も鹿児島空港ターミナルに乗り入れている。
- 福岡方面とは、九州自動車道上に設置されている鹿児島空港南バスストップに停車する高速バスも利用できる。「鹿児島空港南バスストップ#停車する路線」を参照。